# Treylon Burks
Treylon Burks (Warren, Arkansas, 23 de marzo de 2000) es un jugador profesional estadounidense de fútbol americano, se desempeña en la posición de wide receiver en Tennessee Titans, en la National Football League (NFL).

## Carrera
Fue seleccionado en la Reunión Anual de Selección de Jugadores de la NFL de 2022. Hizo su debut profesional con el equipo Tennessee Titans, lleva jugando dos temporadas.